# ジョニー・ヨング・ボッシュ
ジョニー・ヨング・ボッシュ（Johnny Yong Bosch、1976年1月6日 - ）は、アメリカ合衆国の俳優、声優。韓国系アメリカ人。ガーランド高校、北テキサス大学卒。別名はジョン・ボッシュ（John Bosch）、ケヴィン・ハッチャー（Kevin Hatcher）。俳優としての代表作は『パワーレンジャー』（アダム・パーク役）。声優としての代表作は『AKIRA』（金田正太郎役）、『デビルメイクライ4』（ネロ役）などがある。

## 来歴
韓国人の母親と在韓米軍に勤務していた軍人の父親との間に生まれる。ミズーリ州カンザスシティで生まれ、テキサス州ガーランドで育つ。
カンフー映画を幼少時に見た影響で役者を志し、幼い頃から中国拳法を学ぶ。1994年に『パワーレンジャー』オーディションの新聞広告を武術インストラクターから紹介されて応募し、同作の2代目ブラックレンジャー、アダム役でデビュー。以降、1997年の『パワーレンジャー・ターボ』前半まで同役でレギュラー出演。
声優としては2000年に『トライガン』のヴァッシュ・ザ・スタンピード役でデビュー。以前に映画作品に出演した際に収録した音声が使用不可能になった為、アフレコをする事になったが、その作業をアニメ関係のプロデューサーが見ていたことがきっかけでオファーが入ったとされる。
音楽活動としては、2004年にモーリス・サルミンとともにロックバンドEyeshineを結成し、ボーカルを担当している。

## 人物
思い入れのある役は声だけではなくモーションアクターも担当した『デビルメイクライ4』ネロ役。同作のモーションキャプチャーの為、来日している。

## 受賞歴
- アメリカン・アニメ・アワード：最優秀男優賞候補『BLEACH』・『AKIRA』・『交響詩篇エウレカセブン』[8]

## 出演
太字はメインキャラクター。

### テレビアニメ
2000年
- トライガン（ヴァッシュ・ザ・スタンピード）

2001年
- ゲートキーパーズ（影山零士）

2003年
- Witch Hunter ROBIN（榊晴人）
- Heat Guy-J（クレア・レオネリ）
- 炎の蜃気楼（風魔小太郎）
- LAST EXILE（クラウス・ヴァルカ）

2004年
- 宇宙のステルヴィア（音山光太）
- WOLF'S RAIN（キバ）
- おねがい☆ツインズ（神城麻郁）
- 攻殻機動隊 STAND ALONE COMPLEX（J.D.）
- 鋼の錬金術師（ルジョン）
- 妄想代理人（鯛良優一）

2005年
- 巌窟王（アルベール・ド・モルセール子爵）
- 絢爛舞踏祭 ザ・マーズ・デイブレイク（グラム・リバー）
- 攻殻機動隊 S.A.C. 2nd GIG（ヘリコプターパイロット）
- サムライチャンプルー（新輔）
- 蒼穹のファフナー（真壁一騎）
- 爆裂天使（アキオ）
- 光と水のダフネ（城之内康樹）
- 忘却の旋律（ソロ / モンスターキング）

2006年
- かみちゅ!（二宮健児）
- ガン×ソード（ミハエル・ギャレット）
- 交響詩篇エウレカセブン（レントン）
- ジャングルはいつもハレのちグゥ（チェット）
- テニスの王子様（不二周助）
- NARUTO -ナルト-（不知火ゲンマ、シグレ）
- Paradise Kiss（徳森浩行）
- BLEACH（黒崎一護）
- BOYS BE…（上野）

2007年
- コードギアス 反逆のルルーシュ（ルルーシュ・ランペルージ）
- 少年陰陽師（安倍昌浩）
- 涼宮ハルヒの憂鬱（古泉一樹）
- 天上天下（高柳雅孝）
- BECK（桜井裕志）
- ボボボーボ・ボーボボ（天ボボ）

2008年
- コードギアス 反逆のルルーシュR2（ルルーシュ・ランペルージ）
- さぁイコー! たまごっち（くろまめっち）
- 精霊の守り人（サグム）
- Three Delivery（シド・イー）
- 天元突破グレンラガン（ロシウ・アダイ）
- NARUTO -ナルト-（サギ）
- らき☆すた（小野だいすけ、男子生徒）

2009年
- NARUTO -ナルト-（アキオ）

2010年
- 涼宮ハルヒの憂鬱（2009年版）（古泉一樹）
- 戦国BASARA（真田幸村）
- NARUTO -ナルト- 疾風伝（サソリ）

2011年
- 結界師（章樹）
- デュラララ!!（折原臨也）
- NARUTO -ナルト- 疾風伝 -（不知火ゲンマ）

2012年
- 戦国BASARA弐（真田幸村）
- Puppy in My Pocket: Adventures in Pocketville（マジック）
- ブレイド（ジャラール）
- ペルソナ4（鳴上悠、足立透）
- 輪廻のラグランジェ（ラクス・レストリネ・ハ・キリウス）

2013年
- エウレカセブンAO（レントン）
- 青の祓魔師（奥村雪男）
- テンカイナイト（大神グレン / ブレイヴン）
- Fate/Zero（雨生龍之介）
- ポケットモンスター THE ORIGIN（タケシ）

2014年
- スペース☆ダンディ（ジョニー）
- キルラキル（白虎四郎、凪田信二郎）
- スシニンジャ（イクラ）
- ドラえもん（2005年版）（野比のび太）
- 美少女戦士セーラームーン（アルテミス）※ビズメディア版
- ブラッドラッド（ブラッド・D・ブラッズ）

2015年
- シドニアの騎士（谷風長道）
- ジョジョの奇妙な冒険（ジョナサン・ジョースター）
- ソードアート・オンラインII（シュピーゲル / 新川恭二）
- デュラララ!!×2 承（折原臨也）
- 長門有希ちゃんの消失（古泉一樹）
- 美少女戦士セーラームーンR（アルテミス）※ビズメディア版
- マギ The kingdom of magic（ティトス・アレキウス）
- 妖怪ウォッチ（ケータ / 天野景太〈初代〉）

2016年
- 機動戦士ガンダム 鉄血のオルフェンズ（オルガ・イツカ）
- 亜人（永井圭）
- ダンガンロンパ3 -The End of 希望ヶ峰学園-（日向創 / カムクラ イズル）
- コードギアス 亡国のアキト（ルルーシュ・ランペルージ）
- クジラの子らは砂上に歌う（チャクロ）

2018年
- バキ（ドイル）
- ポプテピピック（ポプ子〈第8話Bパート〉）
- ヴァイオレット・エヴァーガーデン（エイダン・フィールド）
- 双星の陰陽師（斑鳩士門）
- ピアノの森（一ノ瀬海）
- ハイスコアガール（矢口春雄）
- 文豪ストレイドッグス（桂正作）

2019年
- ブラッククローバー（ゾラ・イデアーレ）
- 鬼滅の刃（冨岡義勇）
- イナズマイレブン アレスの天秤（万作雄一郎、吹雪士郎、南雲晴矢）
- マーベル フューチャー・アベンジャーズ（アイアン・フィスト）
- 新世紀エヴァンゲリオン（鈴原トウジ）
- からかい上手の高木さん（浜口）

2020年
- 空挺ドラゴンズ（ジロー）
- 神之塔（夜）
- ONE PIECE（サボ〈2代目〉）

2021年
- 究極進化したフルダイブRPGが現実よりもクソゲーだったら（結城宏）
- ゴジラ S.P ＜シンギュラポイント＞（有川ユン）

2022年
- ブルーピリオド（矢口八虎）

2023年
- TRIGUN STAMPEDE（ヴァッシュ・ザ・スタンピード）

### 劇場アニメ
2001年
- ああっ女神さまっ（学生）
- AKIRA（金田正太郎）※DVD版

2003年
- カードキャプターさくら 封印されたカード（柊沢エリオル）

2006年
- 機動警察パトレイバー the Movie ※バンダイビジュアルUSA版

2008年
- 劇場版BLEACH MEMORIES OF NOBODY（黒崎一護）
- バイオハザード:ディジェネレーション

2009年
- 劇場版BLEACH The DiamondDust Rebellion もう一つの氷輪丸（黒崎一護）

2010年
- 涼宮ハルヒの消失（古泉一樹）

2011年
- 劇場版BLEACH Fade to Black 君の名を呼ぶ（黒崎一護）
- 交響詩篇エウレカセブン ポケットが虹でいっぱい（レントン）
- 秒速5センチメートル（遠野貴樹）※バンダイ・エンタテイメント版

2012年
- 劇場版BLEACH 地獄篇（黒崎一護）

2013年
- 青の祓魔師 ―劇場版―（奥村雪男）

2014年
- STAND BY ME ドラえもん（野比のび太）

2016年
- サイボーグ009VSデビルマン（島村ジョー）
- 『映画 妖怪ウォッチ 誕生の秘密だニャン!（ケータ / 天野景太）

2017年
- 機動戦士ガンダム サンダーボルト BANDIT FLOWER（ダリル・ローレンツ）
- 劇場版美少女戦士セーラームーンR（アルテミス）

2018年
- 交響詩篇エウレカセブン ハイエボリューション（レントン・サーストン）
- ANEMONE/交響詩篇エウレカセブン ハイエボリューション（レントン・サーストン）
- 劇場版美少女戦士セーラームーンS（アルテミス）
- 美少女戦士セーラームーンSuperS セーラー9戦士集結!ブラック・ドリーム・ホールの奇跡（アルテミス）

2019年
- プロメア（リオ・フォーティア）

2021年
- STAND BY ME ドラえもん 2（野比のび太）

### OVA
2004年
- WOLF'S RAIN（キバ）
- I'll/CKBC（柊仁成）
- ここはグリーン・ウッド（蓮川一也）

2005年
- コゼットの肖像（倉橋永莉）

2006年
- 戦闘妖精雪風（オペレーター）

2007年
- 戦闘妖精少女 たすけて! メイヴちゃん（杉山レイ）
- TALES OF PHANTASIA（クレス・アルベイン）

### Webアニメ
2011年
- 涼宮ハルヒちゃんの憂鬱（古泉一樹）
- にょろーん ちゅるやさん（古泉一樹）

2015年
- 美少女戦士セーラームーンCrystal（アルテミス）

2018年
- DEVILMAN crybaby（ワム）
- バービー: ドリームハウス・アドベンチャー（英語版）（ウィテカー・リアドン、ゲレロ 他）

2020年
- 泣きたい私は猫をかぶる（日之出賢人）

2021年
- イドゥン・クロニクルズ（キルタッシュ）

### ゲーム
2003年
- Galerians: Ash（リオン・シュタイナー）

2004年
- エースコンバット5 ジ・アンサング・ウォー（ハンス・グリム）
- スターオーシャン Till the End of Time

2006年
- エースコンバット・ゼロ ザ・ベルカン・ウォー（パトリック・ジェームズ・ベケット）
- グランディアIII（ユウキ）
- テイルズ オブ ジ アビス（ガイ・セシル）
- VALKYRIE PROFILE2 SILMERIA（クラッド、セルヴィア、ローランド）
- バテン・カイトスII 始まりの翼と神々の嗣子（ポルコ）
- ワイルドアームズ ザ フォースデトネイター（クルースニク）

2007年
- .hack//G.U.（クーン）
- バイオハザード アンブレラ・クロニクルズ（ブラッド・ヴィッカーズ）
- PROJECT SYLPHEED（ヨージ・カシワザキ）
- 無双OROCHI（真田幸村）

2008年
- スーパーストリートファイターIV アーケードエディション（ヤン）※英語音声
- ディシディア ファイナルファンタジー（フリオニール）
- デビルメイクライ4（ネロ）※モーションアクター兼任
- 無双OROCHI 魔王再臨（真田幸村）
- ペルソナ4（主人公）

2009年
- KAMEN RIDER DRAGON KNIGHT（仮面ライダードラゴンナイト、仮面ライダーオニキス）

2010年
- サクラ大戦V 〜さらば愛しき人よ〜（大河新次郎）
- 戦国BASARA3（真田幸村）
- トランスフォーマー：ウォー・オブ・サイバトロン（バンブルビー）
- FRAGILE 〜さよなら月の廃墟〜（セト）

2011年
- MARVEL VS. CAPCOM 3 Fate of Two Worlds（ゼロ）※英語音声

2012年
- ディシディア デュオデシム ファイナルファンタジー（フリオニール）
- ペルソナ4 ジ・アルティメット イン マヨナカアリーナ（鳴上悠）※英語音声

2014年
- パワーレンジャー・スーパーメガフォース（スーパーメガフォースレッド/ メガフォースレッド、ミスティックフォースレッド、ジオレッド、ターボレッド、MMPRブラック）
- スーパーダンガンロンパ2 さよなら絶望学園（日向創）

2015年
- 妖怪ウォッチ（ケータ / 天野景太）
- ファイナルファンタジー零式HD

2017年
- .hack//G.U. Last Recode
- ニューダンガンロンパV3 みんなのコロシアイ新学期（天海蘭太郎）
- マーベル VS. カプコン:インフィニット（ゼロ）

2018年
- The Walking Dead: The Final Season（ジェームズ）
- 大乱闘スマッシュブラザーズ SPECIAL（ゼロ）※英語音声

2019年
- D×2 真・女神転生 リベレーション（ネロ）
- デビルメイクライ5（ネロ）
- ドラゴンボール ファイターズ（ブロリー〈DBS〉）※英語音声
- キャサリン・フルボディ（アーチー・ウォレス）
- TEPPEN（ネロ、ゼロ）※英語音声

2020年
- ドラゴンボール レジェンズ（ブロリー）※英語音声

2021年
- Power Rangers: Battle for the Grid（アダム・パーク）

### 吹き替え
- デス・トランス（2006年、リュウエン〈須賀貴匡〉）
- BLEACH 死神代行篇（2018年、黒崎一護〈福士蒼汰〉）
- ウルトラマンブレーザー（2023年、ヒルマゲント〈蕨野友也〉[9]）

### テレビドラマ
1994年
- パワーレンジャー（ - 1995年、アダム・パーク / 2代目ブラックレンジャー、アブラハム / ワイルドウエストブラックレンジャー）

1996年
- マイティ・モーフィン・エイリアンレンジャー（アダム・パーク）
  - パワーレンジャー・ジオ（アダム・パーク / ジオ・グリーンレンジャーIV）

1997年
- パワーレンジャー・ターボ（アダム・パーク / 初代グリーンレンジャー、シャドウグリーンレンジャーの声）

1998年
- パワーレンジャー・イン・スペース（アダム・パーク / MMPRブラックレンジャー）

2007年
- パワーレンジャー・オペレーション・オーバードライブ（アダム・パーク / MMPRブラックレンジャー）

2023年
- マイティ・モーフィン パワーレンジャー: ワンス & オールウェイズ（アダム・パーク[10]）

### 映画
1995年
- パワーレンジャー・映画版（アダム・パーク / ブラックレンジャー）

1997年
- パワーレンジャー・ターボ・映画版・誕生!ターボパワー（アダム・パーク / グリーンレンジャー、ピラナトロン）

2000年
- ウィケッド・ゲーム（ビリー・レイ・リオン）

2008年
- Broken Path（ジャック・エリス / ヒロキ）

2009年
- NINJA ニンジャ in L.A.（リュウ）

### テレビ映画
2010年
- Sunset Stripped LA36（本人出演）※テーマ曲の作曲も担当

### オリジナルビデオ
2005年
- Devon's Ghost: Legend of the Bloody Boy（ジョシュ）※監督作品

2012年
- 奪還ブレイドファイター（トーチ、スタント）

### 舞台
1995年
- パワーレンジャー・ワールド・ツアー・ライブ・オン・ステージ（アダム・パーク〈映像による出演〉 / ブラックレンジャーの声）

### イベント出演
- パワーモーフィコン2007

### その他
1995年
- パワーレンジャーのすべて（司会）※ジョン・ボッシュ名義

1998年
- Power Playback: Power Rangers Funniest Moments（本人役）

2008年
- アドベンチャーズ・イン・ボイス・アクティング（本人出演）

2010年
- アニメTV（司会）
- America's Most Wanted再現ドラマ（ジョニー）